# Alliage (groupe)
Pour les articles homonymes, voir Alliage (homonymie).
Alliage est un boys band français composé de Steven Gunnell, Roman Lata Ares, Brian Torres et de Quentin Elias. C'est l'un des groupes français de garçons ayant le plus vendu d'albums et de singles en France avec 2be3 et G-Squad.
Le groupe était composé d'un mélange de chanteurs de plusieurs origines (corse, espagnole, algérienne, anglaise), d'où son nom de scène. Plusieurs de leurs compositions sont l'alliage de plusieurs langues (Baila, Lucy).
Au sommet de leur gloire, les chanteurs enregistrent avec des groupes au succès international comme le boys band irlandais Boyzone (Te Garder Près De Moi) ou le groupe suédois Ace of Base (Cruel Summer).

## Histoire

### Formation et succès (1996-2000)
Alliage est un groupe de type boys-band créé et produit par Gérard Louvin qui connait le succès pendant environ deux ans, de 1997 à 1999, après la sortie de Baïla, vendu à plus de 450 000 exemplaires en 1997. Un premier album intitulé L'Album, commercialisé en 1997, se vend à plus de 500 000 exemplaires.
Au sommet de leur gloire, les chanteurs enregistrent avec des groupes au succès international comme le boys band irlandais Boyzone (Te Garder Près De Moi) ou le groupe suédois Ace of Base (Cruel Summer). Cependant, les ventes de disques diminuent dès la fin des années 1990, dues en grande partie à la fin du phénomène des boys band en France, provoquant la fin du groupe.
Les différents membres du groupe prennent alors des voies séparées.

### Dissolution du groupe (depuis 2000)
Quentin Elias se lance dans une carrière solo en 1999. Après une tentative de partenariat avec des producteurs français, les frères Nacash, qui se révèle un échec (ils préfèreront produire Mickael Winter), il part tenter sa chance avec un producteur belge Christian Moeyaert et sort un single en 2001, en reprenant quelques titres connus. Mais dès 2000 il commence de nombreux allers retours réguliers aux États-Unis pour s’installer définitivement  à New York fin 2002. Là il prend contact avec  Quincy Jones qui, au vu de sa carrière avec Alliage, le suit sur le titre Serve it up. Il fait aussi connaissance avec Junior Vasquez pour collaborer sur d’autres projets musicaux. En 2008 il tourne deux séquences érotiques gay, en exhibant sa plastique sous le nom de Q. Parallèlement, il mène une carrière de mannequin, principalement pour des sous-vêtements. Il collabore aussi comme modèle pour différents photographes new-yorkais et californiens comme Carlos Arias, Luis Raphael, Mike Ruiz, ou Michael Stokes. Au cours des années qui ont précédé sa disparition, il faisait de régulières visites en France lors de tournées concerts dans quelques villes françaises, ainsi que des apparitions dans des émissions people et de téléréalité comme L'Ile des vérités sur NRJ 12 en 2012. Quelques semaines avant sa disparition il avait intégré l’équipe de l'émission de télé-réalité Giuseppe Ristorante. Le 25 février 2014, il meurt d'un arrêt cardiaque à l'âge de 39 ans dans son appartement de Staten Island à New York.
Steven, après une longue traversée du désert, interprète en solo de la musique catholique, conciliant ainsi sa foi et sa passion pour l'art lyrique. En 2003, il sort l'album In terra (sur le label Rejoyce Musique) et plus tard trois livres, deux autobiographiques et un roman aux éditions des Presses de la renaissance. Devenu comédien, il travaille à plusieurs reprises avec Robert Hossein en apparaissant dans les spectacles Ben Hur dans le rôle de Jésus-Christ et N'ayez pas peur dans le rôle de Jean-Paul II jeune. Il réalise désormais, en compagnie de son épouse, des films reportages (en relation avec sa foi) pour la chaîne KTO. Il est père de deux enfants (Victoria et William).
Roman vit désormais en Espagne et, après une carrière de mannequin, est devenu rédacteur en chef de la version espagnole de V Magazine,.
Quant à Brian, il est mannequin et comédien,. Il est apparu dans quelques films (Un moment d'égarement, Inestimable,...)  et séries télévisées (Mafiosa, ...). Il se fait désormais appeler par son véritable nom, Samuel Torres Bianconi. En 2008, il a été victime d'un grave accident de scooter et a failli être amputé d'une jambe. Il est père d'une fille prénommée Lou.

## Discographie

### Albums
- 1997 : Alliage, l'album
- 1998 : Musics

### Singles
- 1996 : Baïla
- 1997 : Lucy
- 1997 : Le Temps qui court
- 1997 : Te garder près de moi (avec Boyzone)
- 1998 : Je sais
- 1998 : Cruel summer (avec Ace of Base)
- 1998 : Je l'aime à mourir
- 1999 : My Heart Goes Boom
- 2000 : Ce soir
- 2000 : Lève toi